# Dálkový průzkum Země

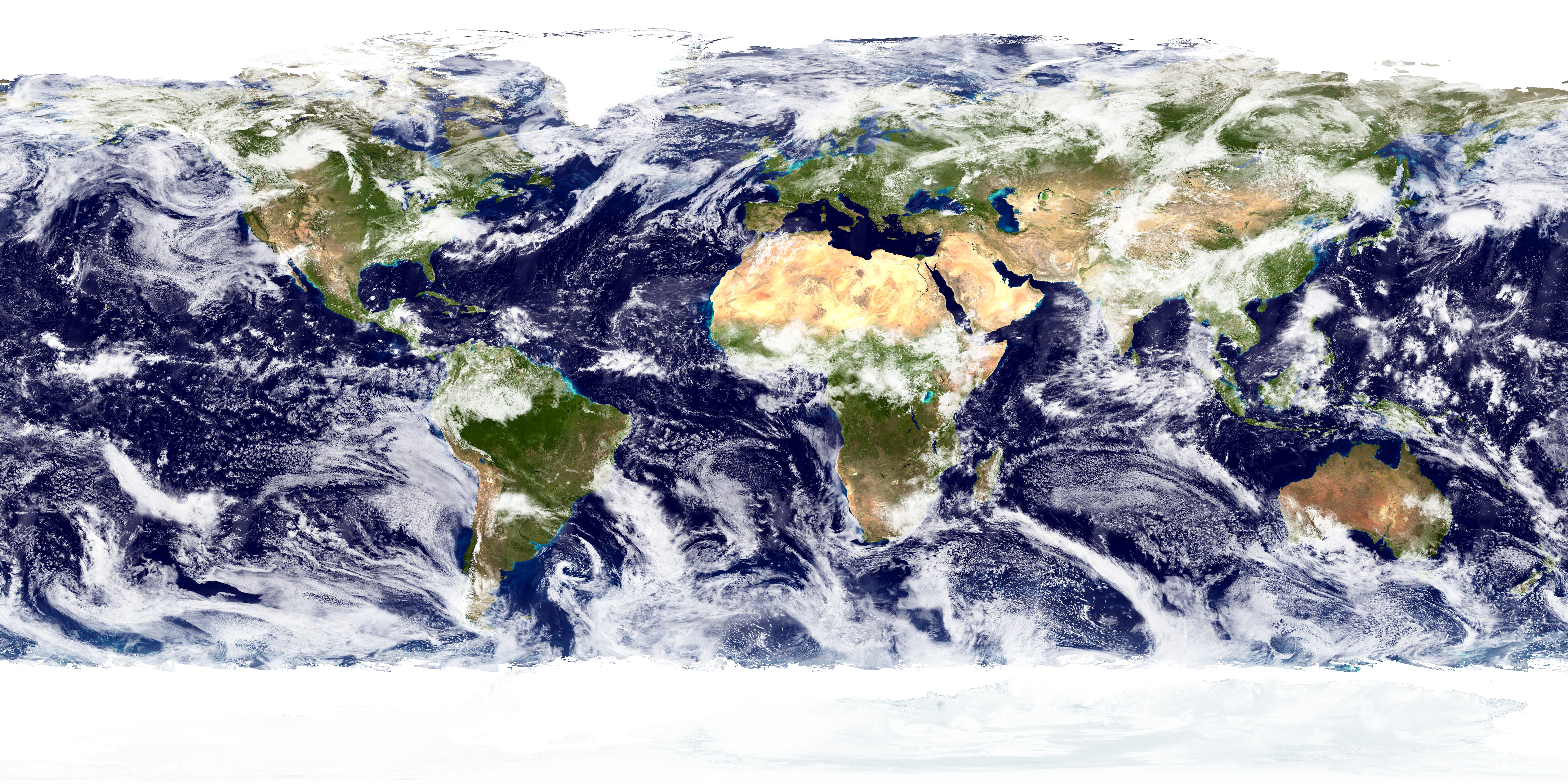
Obraz Země vytvořený podle různých satelitních snímků Země, pořízených zejména pomocí senzoru MODIS, neseného družicí Terra americké NASA.

Dálkový průzkum Země (DPZ) je moderní metoda získávání informací o objektech a jevech na povrchu planety Země bez nutnosti fyzického kontaktu. DPZ se zabývá pořizováním, získáváním, zpracováním a vyhodnocováním letových a satelitních snímků, které zachycují odražené elektromagnetické záření od objektů na zemském povrchu. Tato technologie má široké využití v různých odvětvích lidské činnosti, například v ochraně přírody a životního prostředí, územním plánování, studiu vegetace a v zemědělství.  
Díky DPZ lze účinně sledovat změny na zemském povrchu a má potenciál pro analýzu mnoha jevů. DPZ technologie jsou rovněž široce využívány v zemědělství. Česká republika se řadí mezi přední země EU, které tyto technologie intenzivně využívají.
Základem metody dálkového průzkumu je využití dvou následujících poznatků:
- člověk, sám či s přístroji je schopen získávat kvalitativní i kvantitativní informace o jevech a objektech, které ho obklopují;
- každý tento jev nebo objekt nějakým charakteristickým způsobem ovlivňuje své okolí.

Systém dálkového průzkumu tvoří oblast sběru, přenosu a úpravy dat, tzv. technická stránka a oblast analýzy a interpretace dat - zpracování prostorové informace.
Lidský zrak je také možno přirovnat k dálkovému průzkumu. Objekty a jevy, které nás obklopují, zrakem registrujeme, vnímáme, a poté je analyzujeme a interpretujeme.

## Definice
Téměř každý autor, který se zabývá dálkovým průzkumem, má svou definici tohoto pojmu. 
Některé definice jsou uvedeny zde: Například CAMBELL uvádí ve své práci „Dálkový průzkum Země je obor, který má lidem umožnit nahlédnout za hranice dosahu lidského zraku. Ať už je to mimo náš omezený dosah nebo ve spektrálním rozsahu mimo naše vnímání, hledáme informace.“
Autor SABINS definuje dálkový průzkum Země jako „dálkový průzkum Země je definován jako věda o získávání, zpracování a interpretaci snímků a souvisejících dat získaných z letadel a družic, které zaznamenávají interakci mezi hmotou a elektromagnetickým zářením.“
„Dálkový průzkum je věda i umění získávat užitečné informace o objektech, plochách či jiných jevech prostřednictvím dat měřených na zařízeních, která s těmito zkoumanými objekty, plochami či jevy nejsou v přímém kontaktu.“
Existují ovšem i vtipné definice, jako například:
„Dálkový průzkum je umění rozdělit svět na množství malých barevných čtverečků, se kterými si lze hrát s cílem odhalení jejich neuvěřitelného potenciálu.“

## Stručná historie

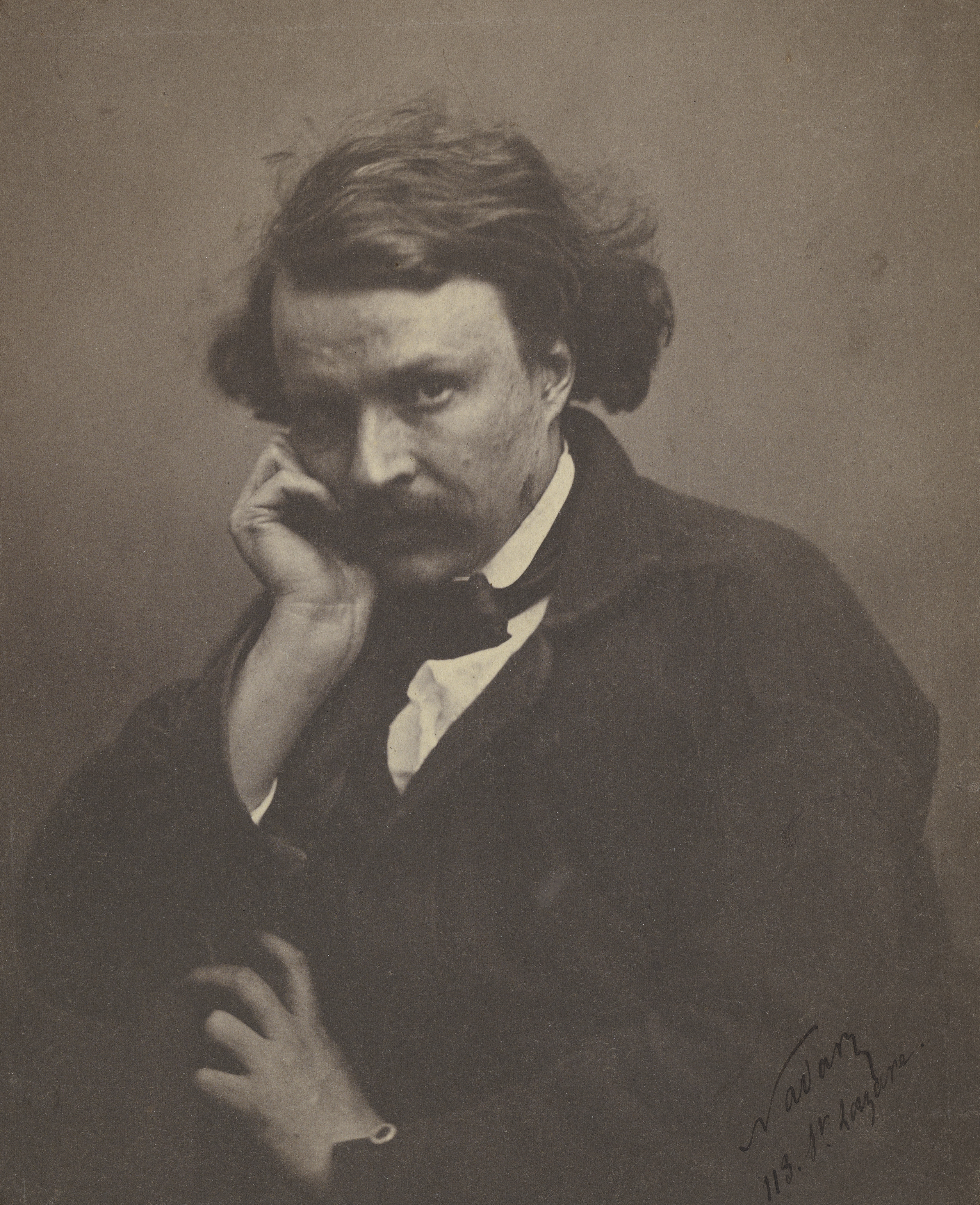
Vlastní portrét G. Tournachona - Nadara.

Pomineme-li primitivní metody dálkového průzkumu Země, které byly používány od nejdávnějších dob (např. pozorování krajiny ze skal nebo vysokých stromů), spadají počátky moderního vědeckého oboru do doby vynálezů dopravních prostředků, umožňujících létání. Vzduchoplavec G. Tournachon (označovaný přízviskem Nadar) je díky svému leteckému fotografování Paříže z balónu roku 1858 považován za prvního leteckého fotografa. Pro pořizování prvních obrázků byli používáni holubi, draci, rakety a balony bez posádky. Tyto obrázky ovšem nebyly příliš užitečné pro vytváření map a vědecké účely.
Systematické letecké fotografování bylo vyvinuto pro vojenské účely počátkem 1. světové války a dosáhlo vrcholu v období studené války s rozvojem špionážních letadel, jako je americké U-2.
Vyvinutí umělých satelitů Země v druhé polovině 20. století umožnilo dálkové snímkování v globálním měřítku. Nástroje osazované na satelity, jako jsou Landsat, Nimbus, nebo novější RADARSAT a UARS poskytly mnoho dat pro civilní, vědecké i vojenské využití v celosvětovém měřítku. Tento rozvoj byl možný díky současnému rozvoji výpočetní techniky.
Kosmické sondy vyslané k jiným planetám poskytly také příležitost získat pomocí dálkového průzkumu data o mimozemských prostředích.
K dalšímu zdokonalení došlo v 60. a 70. letech 20. století s rozvojem zpracování satelitních obrazů. Tento vývoj začal v USA. Několik výzkumných skupin v Silicon Valley (včetně Amesova výzkumného centra NASA, GTE a ESL Inc.) vyvinulo techniky Fourierovy transformace, což vedlo k prvnímu významnému vylepšení obrazové kvality leteckých a satelitních fotografií.

## Družice

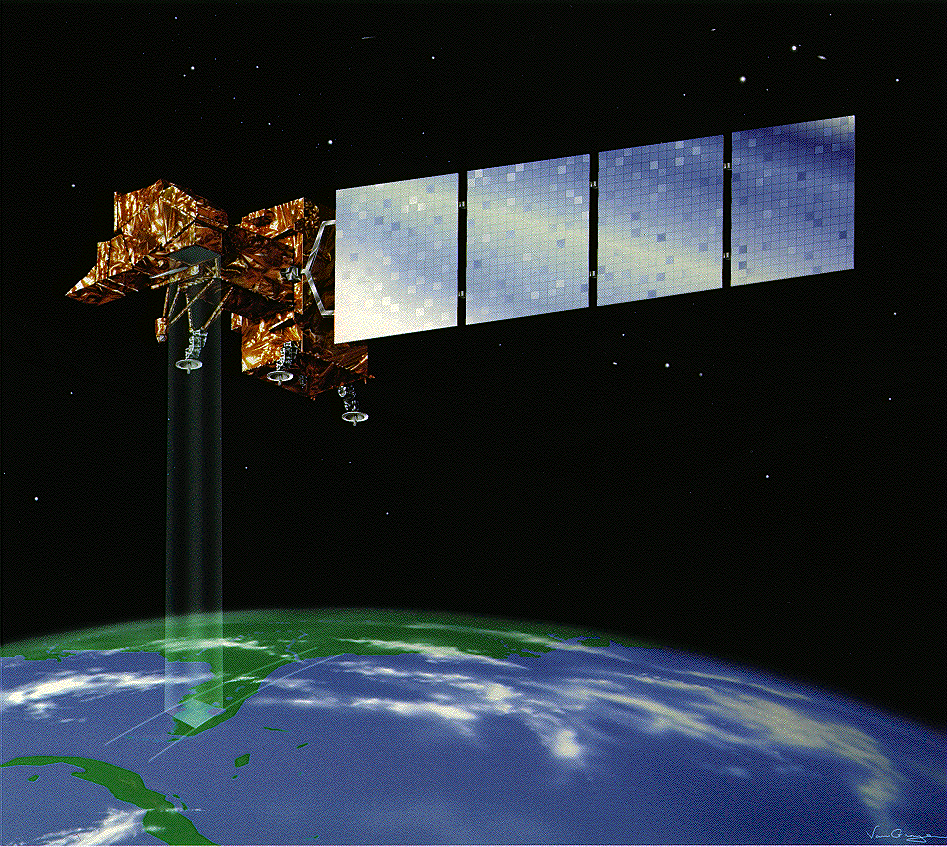
Družice Landsat 7 snímající Zemi.

V současné době se pro pořizování družicových snímků používá mnoha různých družic. Tyto družice splňují kritéria, pro označení jako Družice s velmi vysokým prostorovým rozlišením. Mezi nejznámější patří:
- rodina družic Landsat - provozuje NASA (USA) a její archiv obsahuje data už od r. 1972;
- rodina družic SPOT - provozuje CNES (Francie);
- rodina družic NOAA;
- rodina družic IRS - provozuje indická vesmírná agentura;
- družice Ikonos - první komerční družice s rozlišením až 1 m;
- družice Quickbird - první komerční družice s rozlišením až 60 cm.[5]

## Využití
Dálkový průzkum Země má rozsáhlé využití jak v přírodních, tak humanitních vědách. Mezi typické aplikace patří:
- Archeologie
  - Vyhledávání a dokumentace archeologických památek
- Geologie
  - Detekce zlomů v zemské kůře
  - Litologické mapování
- Ekologie
  - Mapování biotopů
- Geografie
  - Mapování využití země (land use)
- Zemědělství
  - Monitorování stavu vegetace:  může poskytnout přesné informace o růstu plodin na velkých pozemcích, což pomáhá zemědělcům při plánování sklizně a optimalizaci využívání zdrojů.
  - Detekce chorob a škůdců: umožňuje rychlou detekci chorob a škůdců, které mohou ovlivnit úrodu. Zemědělci tak mohou zareagovat včas a minimalizovat škody.
  - Mapování půdních vlastností: umožňuje sběr dat o půdních charakteristikách v rozsáhlých oblastech, což umožňuje zemědělcům lépe porozumět rozložení půdních vlastností a využít toto poznání pro plánování výsadeb, aplikaci hnojiv a dalších zemědělských postupů.

## Trendy DPZ v zemědělství
Data DPZ se stále rozvíjejí a poskytují nové příležitosti pro zemědělství. Mezi klíčové trendy a výzvy patří:
- Zlepšování dostupnosti a kvality dat: Díky rostoucímu počtu družicových misí a bezpilotních prostředků jsou data DPZ stále více dostupná. Zlepšování senzorů a metod zpracování dat DPZ zase zvyšuje jejich kvalitu. To vše nabízí lepší pokrytí území, vyšší rozlišení, větší množství spektrálních pásem a snižuje cenu dat.
- Vývoj analýzy: Díky pokroku v oblasti umělé inteligence, strojového učení a geoinformatiky by mohly být data z DPZ stále lépe analyzována. To umožní lepší klasifikaci plodin, detekci chorob a škůdců, odhad výnosu a monitorování stavu vegetace.
- Integrace s dalšími daty a technologiemi: Data DPZ jsou stále více propojována s jinými daty a technologiemi díky rozvoji geografických informačních systémů (GIS), internetu věcí (IoT) a dalším. To umožní lepší kombinaci s meteorologickými daty, půdními daty, statistickými daty a senzory na poli.
- Zvyšování potřeby a poptávky po datech: Data DPZ jsou stále důležitější a požadovanější kvůli narůstajícím výzvám pro zemědělství v oblasti udržitelnosti.